# Vittorio Ghielmi

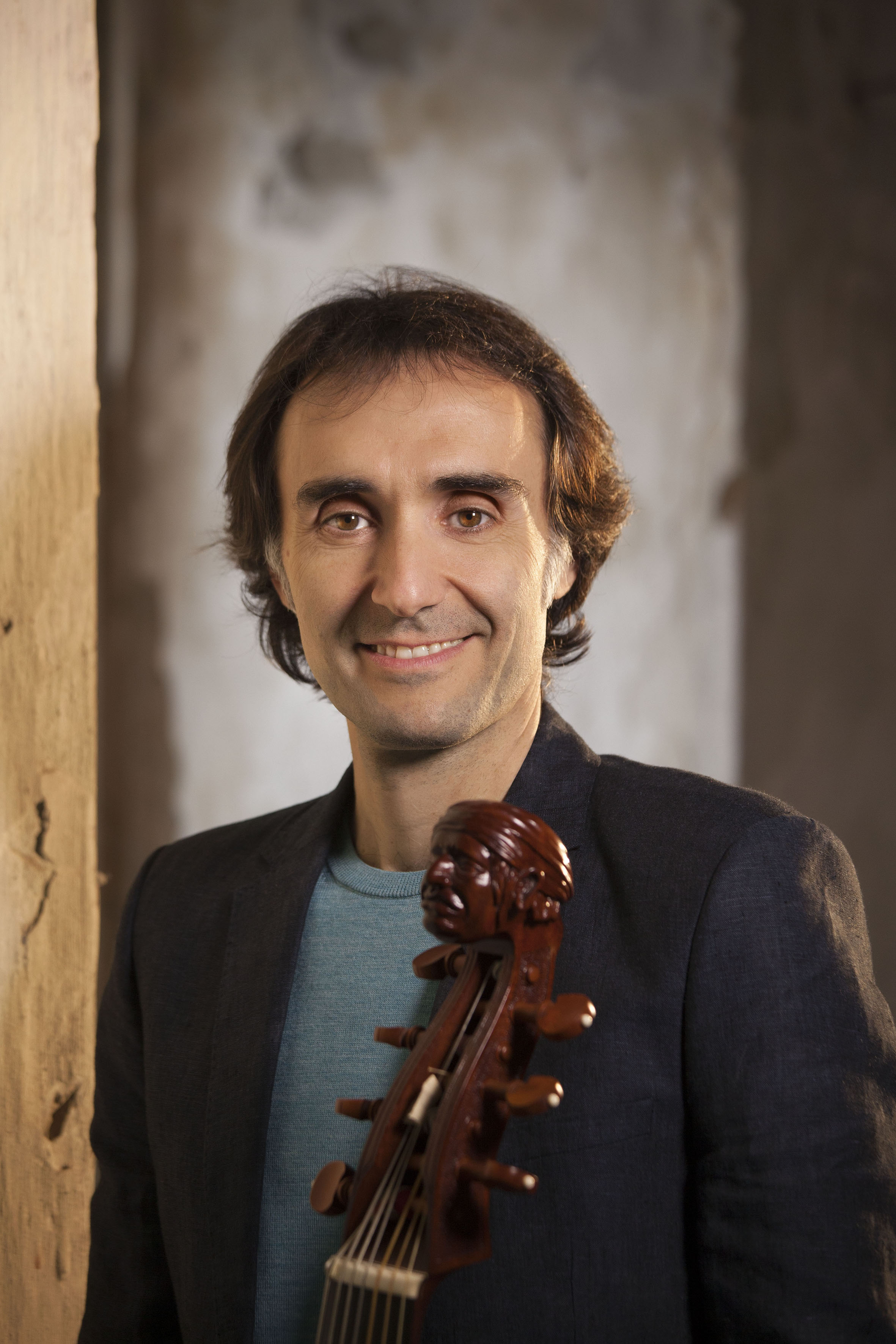
Vittorio Ghielmi (2016)

Vittorio Ghielmi (* 1968 in Mailand) ist ein italienischer Gambist und Musikpädagoge.

## Leben
Bereits als Kind erlernte er Violine bei seiner Lehrerin Dora Piatti. Später studierte er Gambe bei Roberto Gini an der Accademia Internazionale della Musica in Mailand, bei Wieland Kuijken am Königlichen Konservatorium in Brüssel und bei Christophe Coin in Paris.
Als Instrumentalsolist oder Dirigent ist er mit vielen internationalen Orchester der Welt aufgetreten, sowohl im Bereich der klassischen als auch der Alten Musik. Er konzertiert im Duo mit seinem Bruder Lorenzo Ghielmi und mit Luca Pianca an den einschlägig bekannten Musikstätten. Als Solist oder Kammermusiker war er Musizierpartner wie Gustav Leonhardt, Cecilia Bartoli, András Schiff, Reinhard Goebel u. a.
Neben seiner Tätigkeit als Professor an der Universität Mozarteum in Salzburg gibt Vittorio Ghielmi regelmäßig Meisterkurse weltweit. Er schrieb zusammen mit Paolo Biordi eine Schule für Viola da Gamba und veröffentlichte zahlreiche wiederentdeckte musikalische Werke.
Vittorio Ghielmi spielt eine Bassgambe von Michel Colichon, Paris aus dem Jahr 1688.

## Auszeichnungen
- Echo Klassik (2015)

## Aufnahmen (Auswahl)
- Bagpipes from Hell – Music for Viola da gamba, Lyra-viol, Lute, and Ceterone
- Pièces de caractère – Werke von Marais, Forqueray, Mouton, Dollé, Caix d’Hervelois
- Short Tales for a Viol – English lyra-viol music of the 17th century
- Johann Sebastian Bach – Preludi ai corali
- Telemann, Georg Philipp – Kammermusik mit Viola da Gamba
- Devil’s Dream (Ghielmi, Pianca, Gibelli)
- Johann Sebastian Bach – Sonaten, Praeludien und Fugen
- Carl Philipp Emanuel Bach – Lieder zum singen bey dem Clavier
- Johann Gottlieb Graun – Konzertante Musik mit Viola da Gamba
- Johann Sebastian Bach: Sonatas for Viola da Gamba & Harpsichord, Vittorio Ghielmi (viola da gamba), Lorenzo Ghielmi (fortepiano).
- Carl Philipp Emanuel Bach: Lieder – Zum singen bey dem clavier
- Konzerte für Viola da Gamba und Orchester, (Graun, Telemann, Tartini und Vivaldi)